# بابلو برينيس
بابلو برينيس (بالإسبانية: Pablo Brenes)‏ هو مدرب كرة قدم ولاعب كرة قدم كوستاريكي في مركز الوسط، ولد في 4 أغسطس 1982 في San Isidro de El General ‏ في كوستاريكا. شارك مع منتخب كوستاريكا لكرة القدم. أما مع النوادي، فقد لعب مع ديبورتيفو سابريسا وريال سالت ليك ونادي كارتاهينيس ونيويورك ريد بولز.

## وصلات خارجية
- بابلو برينيس على موقع الاتحاد الدولي (مؤرشف)  (الإنجليزية)
- بابلو برينيس على موقع الدوري الأمريكي (الإنجليزية)
- بابلو برينيس على موقع قاعدة بيانات كرة القدم.إي يو (الإنجليزية)
- بابلو برينيس على موقع ناشيونال فوتبول تيمز (الإنجليزية)
- بابلو برينيس على موقع Soccerway.com (الإنجليزية)
- بابلو برينيس على موقع عالم كرة القدم.نت (الإنجليزية)
- بابلو برينيس على موقع أوليمبيديا (الإنجليزية)